# Retidens stewartii
Retidens stewartii là một loài rêu trong họ Entodontaceae. Loài này được Dixon mô tả khoa học đầu tiên năm 1936.